# Topraklı (Karataş)
Topraklı ist ein Ortsteil (Mahalle) im Landkreis Karataş der türkischen Provinz Adana mit 124 Einwohnern (Stand: Ende 2024). Im Jahr 2011 hatte der Ort 132 Einwohner.